# Le Grand Jeu (film, 2017)
Pour les articles homonymes, voir Le Grand Jeu.
Pour plus de détails, voir Fiche technique et Distribution.
Le Grand Jeu ou Le Jeu de Molly au Québec, (Molly's Game) est un film américain écrit et réalisé par Aaron Sorkin, sorti en 2017. Il s'inspire de la vie de Molly Bloom, auteure du livre dont le film est l'adaptation.
Il met en scène Jessica Chastain dans le rôle principal, ainsi que Idris Elba, Kevin Costner, Michael Cera et Chris O'Dowd et raconte l'histoire de Molly Bloom, ancien espoir olympique de ski, devenue la cible du FBI en raison de son cercle de poker réunissant des personnalités du cinéma, des athlètes, des hommes d'affaires mais aussi des mafieux russes.
Présenté au festival de Toronto en septembre 2017, il est distribué aux États-Unis par STXfilms en sortie limitée le 25 décembre 2017, puis en sortie nationale le 5 janvier 2018. En France, il sort le 3 janvier 2018.
Le Grand Jeu reçoit des critiques positives, qui font l'éloge du scénario de Sorkin et des prestations de Chastain et Elba. Il est nommé aux Golden Globes dans les catégories meilleur scénario et meilleure actrice dans un film dramatique, tandis que le scénario est nommé aux Oscars, au Writer Guild of America et au BAFTA Awards. Au box-office, le succès commercial est modeste avec 59,3 millions de dollars de recettes mondiales.

## Synopsis
Molly Bloom est une jeune skieuse aux grandes espérances, à la suite d'années d'entraînement intensif sous la direction de son père, Larry, qui exige l'excellence de la part de ses trois enfants. Mais lors d'une épreuve de qualification pour les Jeux olympiques d'hiver de 2002, elle se blesse sérieusement en raison d'une branche cassée rencontrée sur son chemin, ce qui met fin à ses ambitions sportives.
Au lieu de se plonger immédiatement dans des études de droit, elle prend contre l'avis de son père une année sabbatique et emménage à Los Angeles, où elle obtient un emploi de serveuse de cocktails dans un club. Un jour, elle y rencontre le tyrannique Dean Keith, promoteur immobilier ostentatoire criblé de dettes, qui lui offre un emploi d'assistante et l'implique bientôt dans le monde des tournois de poker de haut niveau, où elle côtoie des stars de cinéma, des chanteurs, des patrons de grandes entreprises et d'autres célébrités. Molly gagne de grosses sommes d'argent uniquement grâce à des pourboires.
Initialement mal informée au sujet du poker, Molly apprend rapidement à faire appel à des joueurs pour obtenir des conseils. En particulier, elle espère faire plaisir au joueur le plus performant, qu'elle appelle Joueur X, en attirant de nouveaux joueurs dans le jeu. Dean, voyant que Molly devient de plus en plus indépendante dans la gestion des jeux, tente de la contrôler, puis la congédie. Molly, ayant gagné des contacts au fil des années de gestion du jeu, décide de créer ses propres soirées de poker. Elle loue un penthouse dans un hôtel et engage un employé pour l'aider à organiser des jeux. De plus, elle contacte les employés des clubs et des casinos pour essayer de faire connaître ses parties de poker. Le joueur X, avec beaucoup d'autres joueurs, quitte les parties de Dean pour celles de Molly.
Molly devient de plus en plus performante, gagnant plus d'argent tout en subissant des pressions pour augmenter les enjeux. Harlan Eustice, un joueur conservateur qui devient de plus en plus compulsif, rejoint son jeu. Malgré de lourdes pertes, Eustice continue à jouer et Molly découvre que le joueur X a financé ses pertes pour le garder dans la partie. Après que Molly l'a réprimandé pour ses actions contraires à l'éthique, le joueur X décide de retourner auprès de Dean, suivi par les autres joueurs.
Molly quitte alors Los Angeles pour New York, avec l'espoir de commencer un nouveau jeu de poker underground. Après avoir tendu la main à de nombreux riches new-yorkais, Molly trouve assez de joueurs pour plusieurs jeux hebdomadaires. Mais, malgré un succès continu, elle est incapable de couvrir ses pertes lorsque les joueurs ne peuvent pas payer. Son concessionnaire la convainc de commencer à prendre un pourcentage de gros pots, lui permettant de récupérer ses pertes potentielles. Lorsqu'un de ses joueurs de Los Angeles est inculpé pour avoir lancé une chaîne de Ponzi, Molly fait l'objet d'une enquête et est interrogée afin de savoir qui a assisté à ses jeux. À ce moment-là, Molly devient de plus en plus accro à la drogue, les jeux ayant de plus en plus de conséquences.
Ses joueurs commencent également à inclure des individus riches de la mafia russe, entre autres. Approchée par des membres de la mafia italienne qui offrent leurs services pour récupérer l'argent à des joueurs qui ne payent pas, Molly décline leur offre, mais est agressée chez elle par un homme de main des mafieux, qui menace même de s'en prendre à sa mère. Alors qu'après s'être soignée toute seule elle s'apprête à revenir à ses parties de poker, le FBI mène un raid chez elle, par la faute d'un des joueurs qui se révèle être un informateur de police. Les biens de Molly sont saisis et elle rentre chez elle pour vivre avec sa mère.
Deux ans plus tard, Molly publie un livre où elle nomme quelques individus qui ont participé à ses jeux. Elle est arrêtée par le FBI et accusée d'implication dans des jeux illégaux avec la mafia, voire de blanchiment d'argent sale, etc. Elle sollicite l'aide de Charlie Jaffey, un avocat prestigieux (et très cher) de New York, qui accepte de l'aider après que Molly a déclaré avoir plus de 2 millions de $ en dettes de jeu non recouvrées. Alors qu'elle attend son procès à New York, le père de Molly la cherche et tente de se réconcilier avec elle. Il admet avoir été autoritaire avec elle et qu'il la traitait différemment de ses frères parce qu'elle était au courant de ses relations extra-conjugales. Charlie lit le livre de Molly et commence à s'intéresser à son cas, car il estime qu'elle n'a pas commis d'actes répréhensibles suffisamment graves pour mériter une peine d'emprisonnement. Il envisage de négocier un accord pour que Molly ne subisse aucune peine et que son argent lui soit rendu, en échange de ses disques durs et de ses enregistrements numériques. Mais Molly refuse, ne voulant pas que les informations sur ses joueurs soient divulguées, va au procès et plaide coupable. Le juge, estimant qu'elle n'a commis aucun crime grave, la condamne aux travaux d'intérêt généraux, à de la probation et à une amende de 200 000 $.

## Fiche technique
Sauf indication contraire, les informations mentionnées dans cette section peuvent être confirmées par la base de données cinématographiques IMDb,  présente dans la section « Liens externes ».
- Titre français : Le Grand Jeu
- Titre original : Molly's Game
- Titre québécois : Le Jeu de Molly
- Réalisation : Aaron Sorkin
- Scénario : Aaron Sorkin, d'après les mémoires Le Grand Jeu[N 1] de Molly Bloom
- Direction artistique : Brandt Gordon
- Décors : Patricia Larman
- Costumes : Susan Lyall
- Photographie : Charlotte Bruus Christensen
- Son : Todd Toon[3]
- Montage : David Rosenbloom
- Musique : Daniel Pemberton
- Production : Mark Gordon, Amy Pascal et Matt Jackson
- Co-production : Lauren Lohman et Lyn Lucibello
- Production exécutive : Oren Aviv, Felice Bee, Stuart M. Besser, Adam Fogelson, Leopoldo Gout, Robert Simonds, Donald Tang, Zhongjun Wang et Zhonglei Wang
- Sociétés de production : Entertainment One, Pascal Pictures, Huayi Brothers Pictures et The Mark Gordon Company
- Sociétés de distribution : STX Entertainment (États-Unis), Entertainment One (Canada), SND Films (France)
- Budget : 30 millions $[4]
- Pays d'origine :  États-Unis,  Canada et  Chine
- Langue originale : anglais
- Format : couleur — 2,39:1 — format numérique — son Dolby Digital
- Genre : drame, biographie
- Durée : 140 minutes
- Dates de sortie :
  - Canada : 8 septembre 2017 (festival international du film de Toronto)
  - États-Unis : 25 décembre 2017 (sortie limitée), 5 janvier 2018 (sortie nationale)
  - France : 3 janvier 2018
- Classification : R (Restricted) aux États-Unis[N 2], tous publics en France[5]

## Distribution
- Jessica Chastain (VF : Rafaèle Moutier ; VQ : Aline Pinsonneault) : Molly Bloom
- Idris Elba (VF : Frantz Confiac ; VQ : Patrick Chouinard) : Charlie Jaffey, l'avocat de Molly
- Kevin Costner (VF : Bernard Lanneau ; VQ : Marc Bellier) : Larry Bloom, le père de Molly
- Chris O'Dowd (VF : Lionel Tua ; VQ : Tristan Harvey) : Douglas Downey
- Brian d'Arcy James (VF : Mathieu Buscatto ; VQ : Antoine Durand) : « Bad » Brad Marion
- Michael Cera (VF : Hervé Rey ; VQ : Nicholas Savard L'Herbier) : joueur X[N 3]
- J. C. MacKenzie (en) (VF : Guillaume Lebon ; VQ : Yves Soutière) : Harrison Wellstone
- Bill Camp (VF : Paul Borne ; VQ : Guy Nadon) : Harlan Eustice
- Graham Greene (VF : Jean-Jacques Moreau ; VQ : Denis Mercier) : le juge Foxman
- Jeremy Strong (VF : Laurent Maurel ; VQ : Alexandre Fortin) : Dean Keith
- Joe Keery : Cole
- Michael Kostroff (VF : Marc Saez) : Louis Butterman, l'ancien avocat de Molly
- Natalie Krill : Winston
- Madison McKinley : Shelby
- Whitney Peak (VF : Clara Quilichini) : Stella
- Claire Rankin (VF : Laurence Bréheret) : Charlene Bloom, la mère de Molly
- Mary Ashton : Tracy
- Angela Gots (VF : Audrey Sourdive) : B
- Morgan David Jones : Brennan
- Samantha Isler (VF : Alice Orsat) : Molly Bloom, jeune

Galerie photo des acteurs
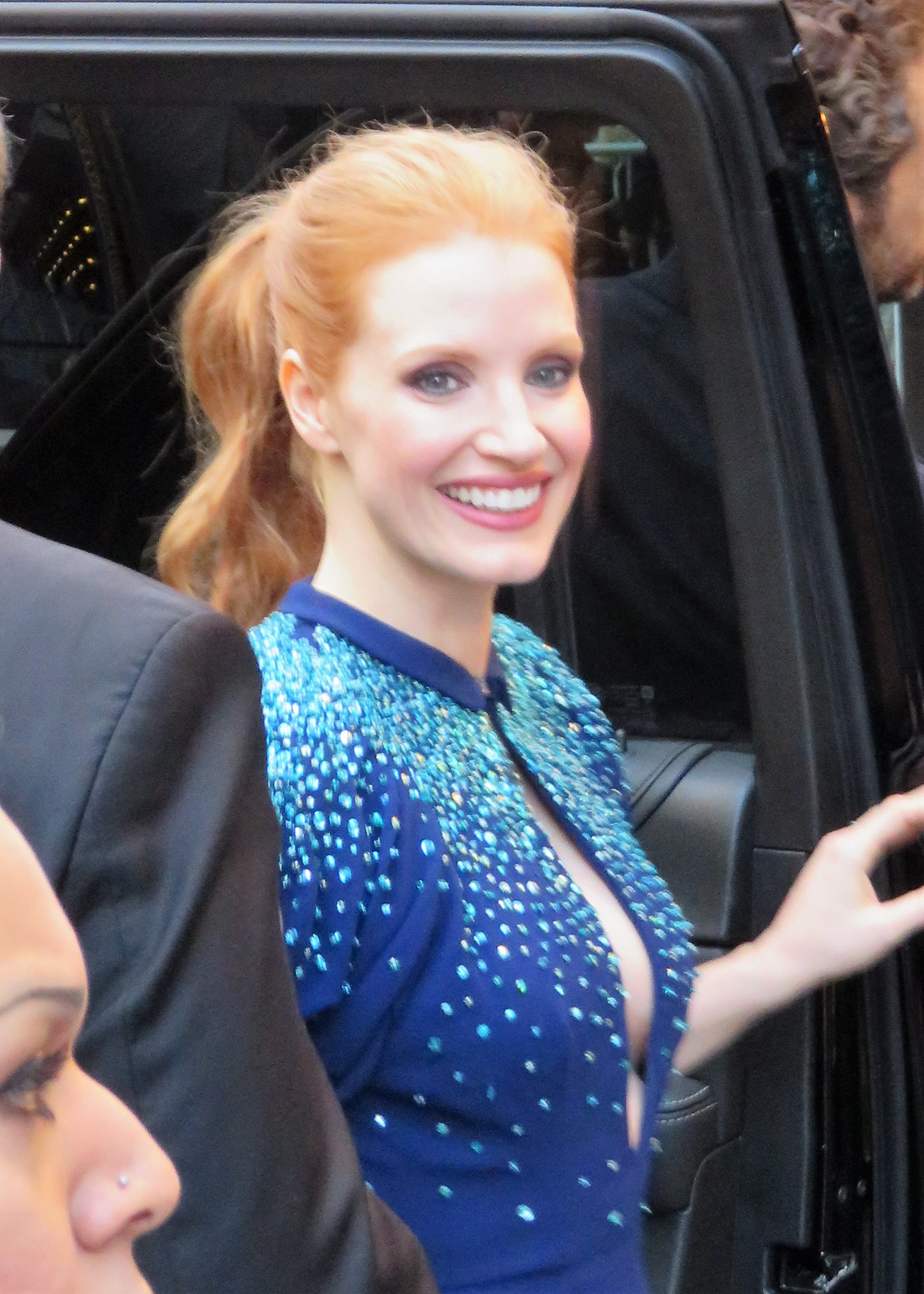
Jessica Chastain, ici au TIFF 2017 interprète Molly Bloom.
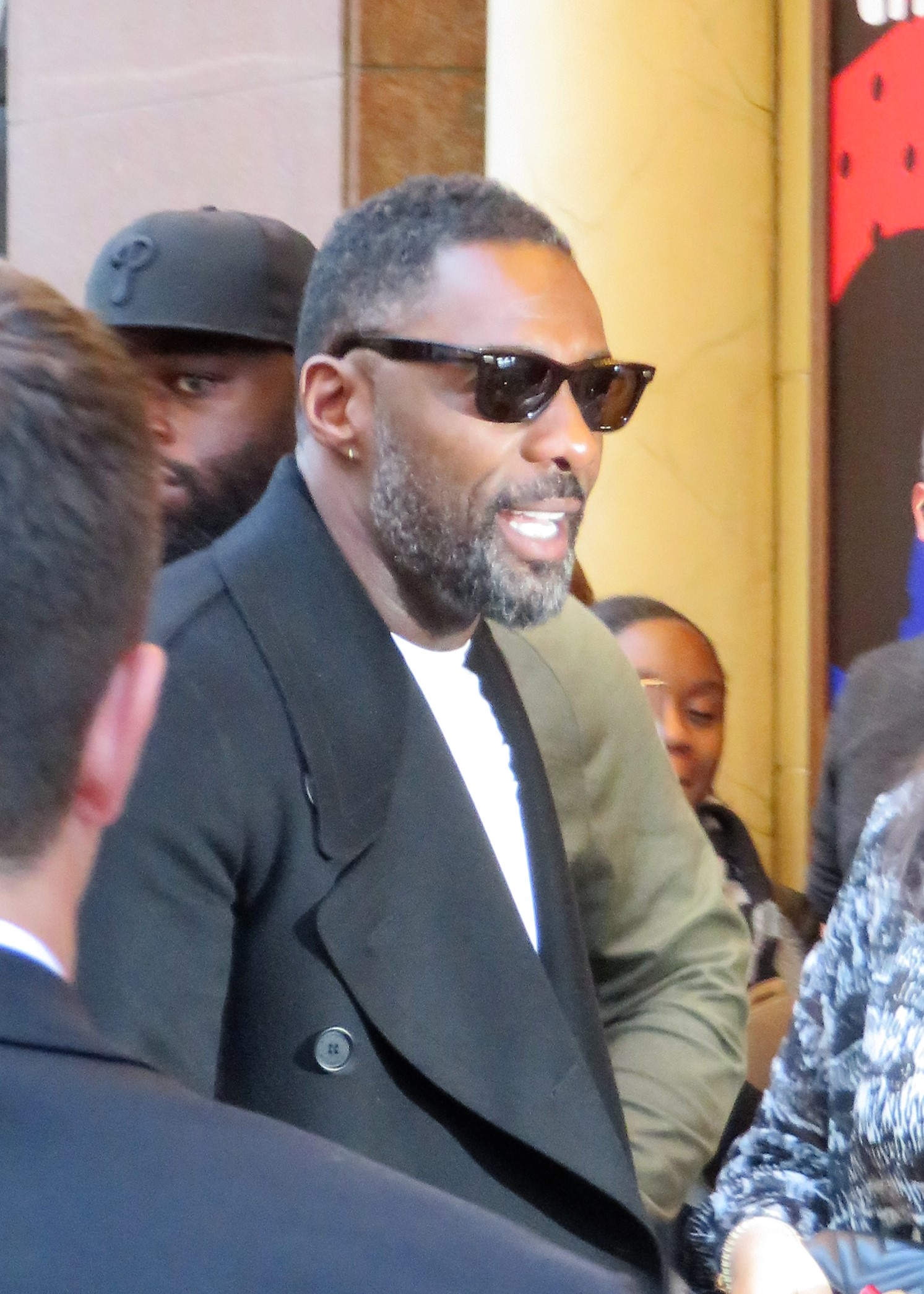
Idris Elba, également au TIFF 2017, interprète Charlie Jaffey.
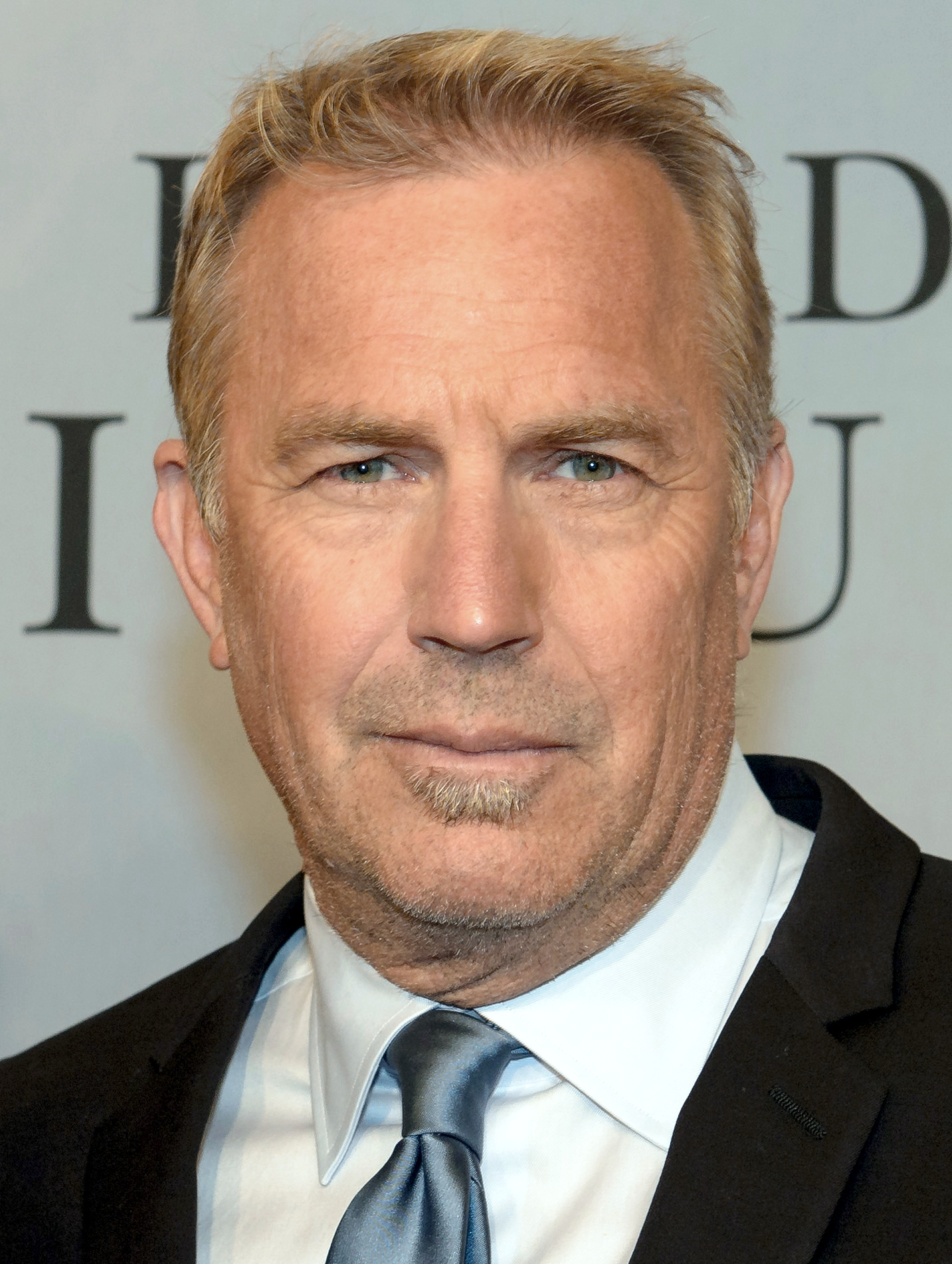
Kevin Costner interprète Larry Bloom.
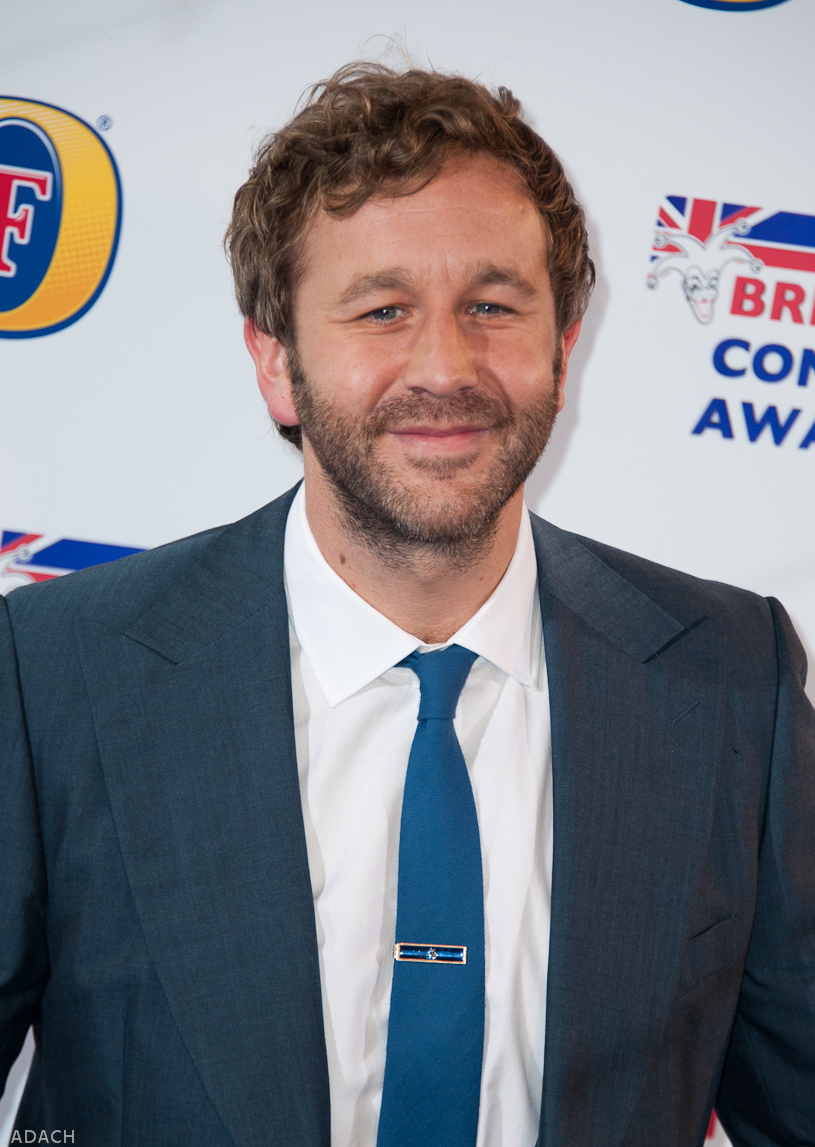
Chris O'Dowd interprète Douglas Downey.
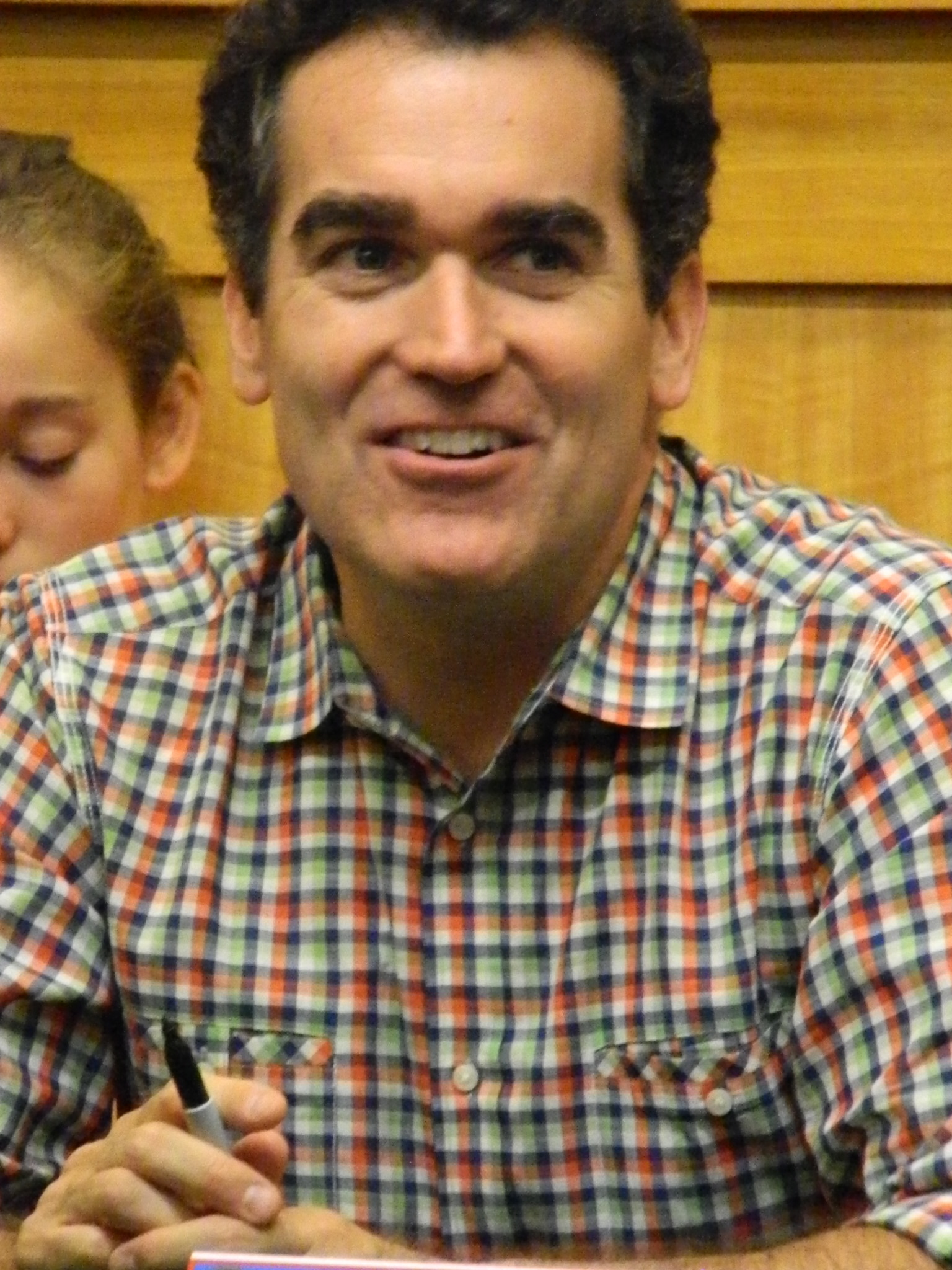
Brian d'Arcy James interprète Bad Brad.
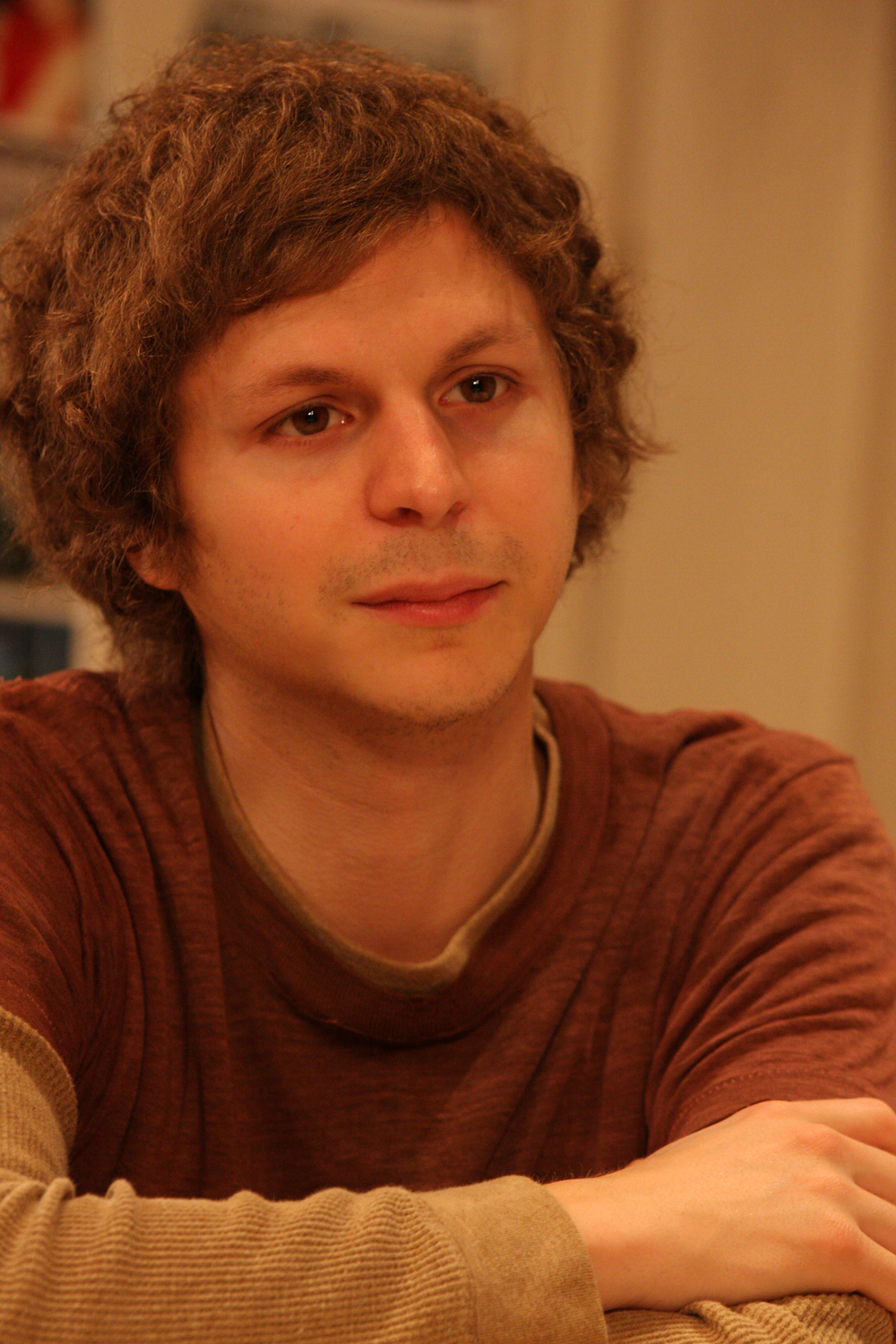
Michael Cera interprète le joueur X.
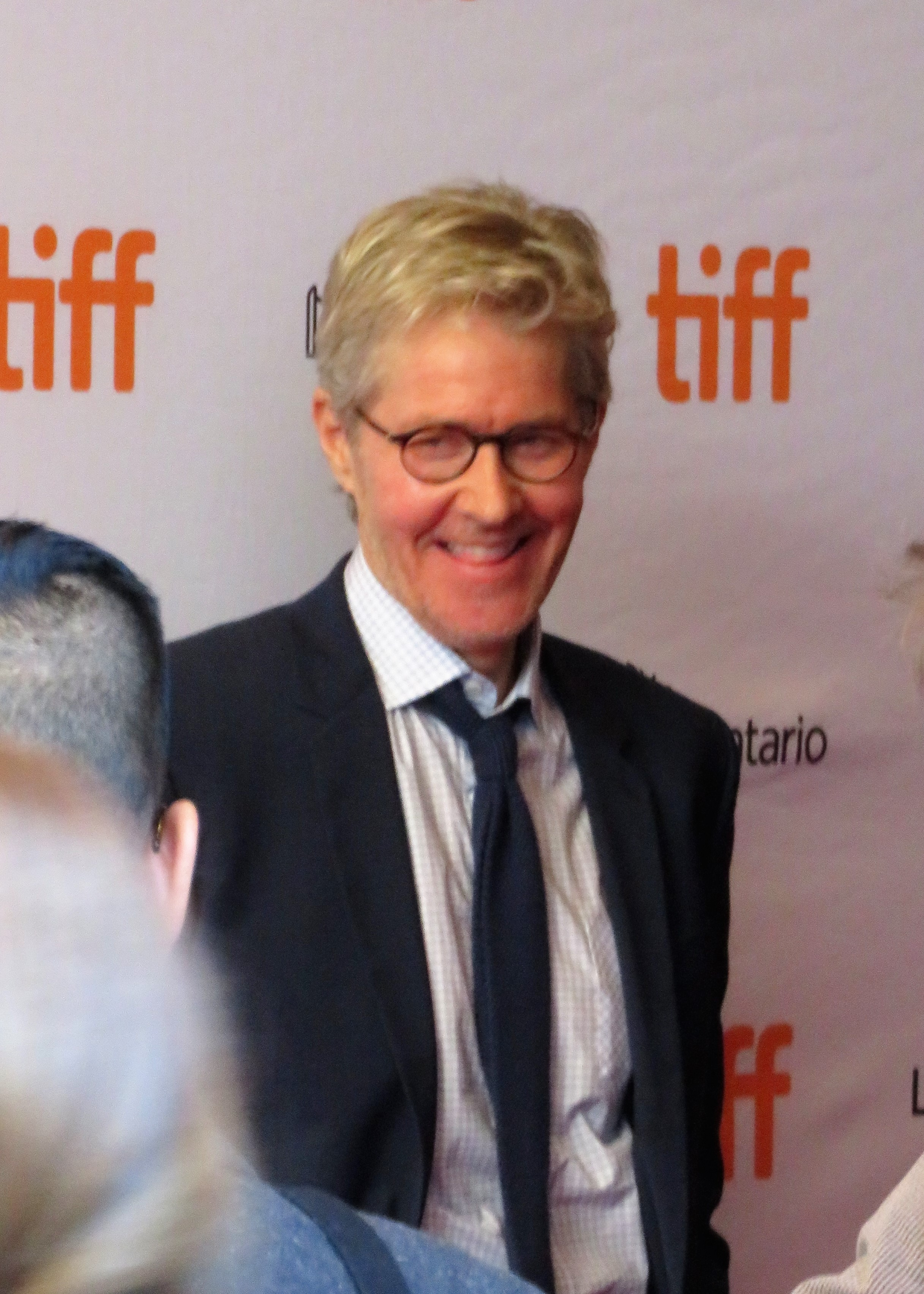
J.C. MacKenzie (en) interprète Harrison Wellstone.
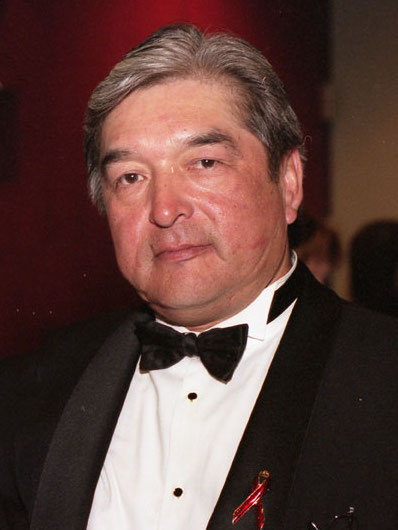
Graham Greene interprète le juge Foxman.
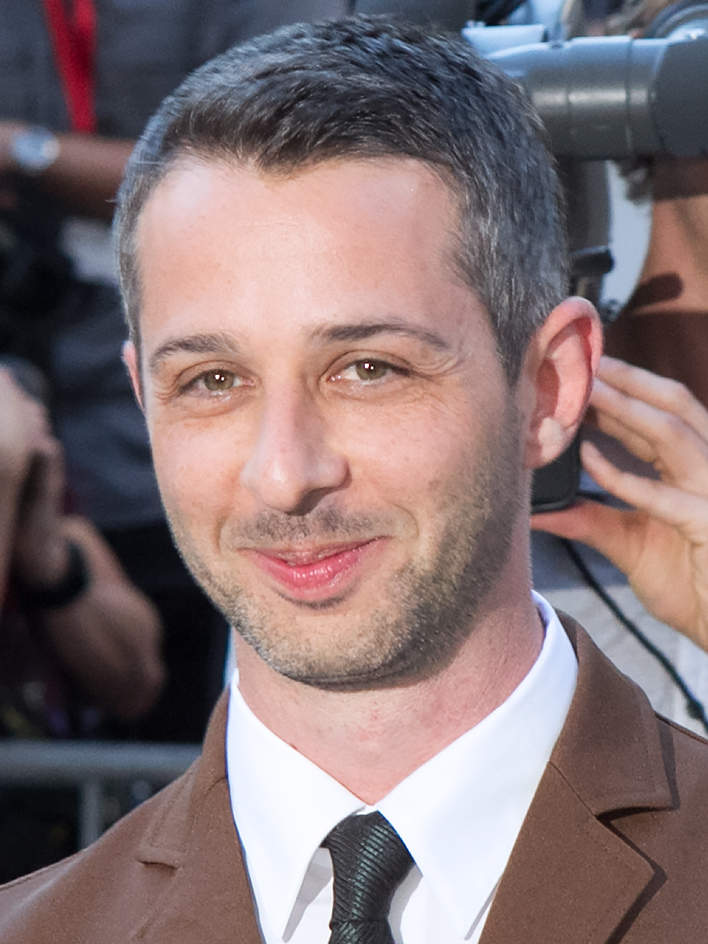
Jeremy Strong interprète Dean Keith.

 Source et légende : version française (VF) sur RS Doublage
 Source et légende : version québécoise (VQ) sur Doublage.qc.ca

## Production

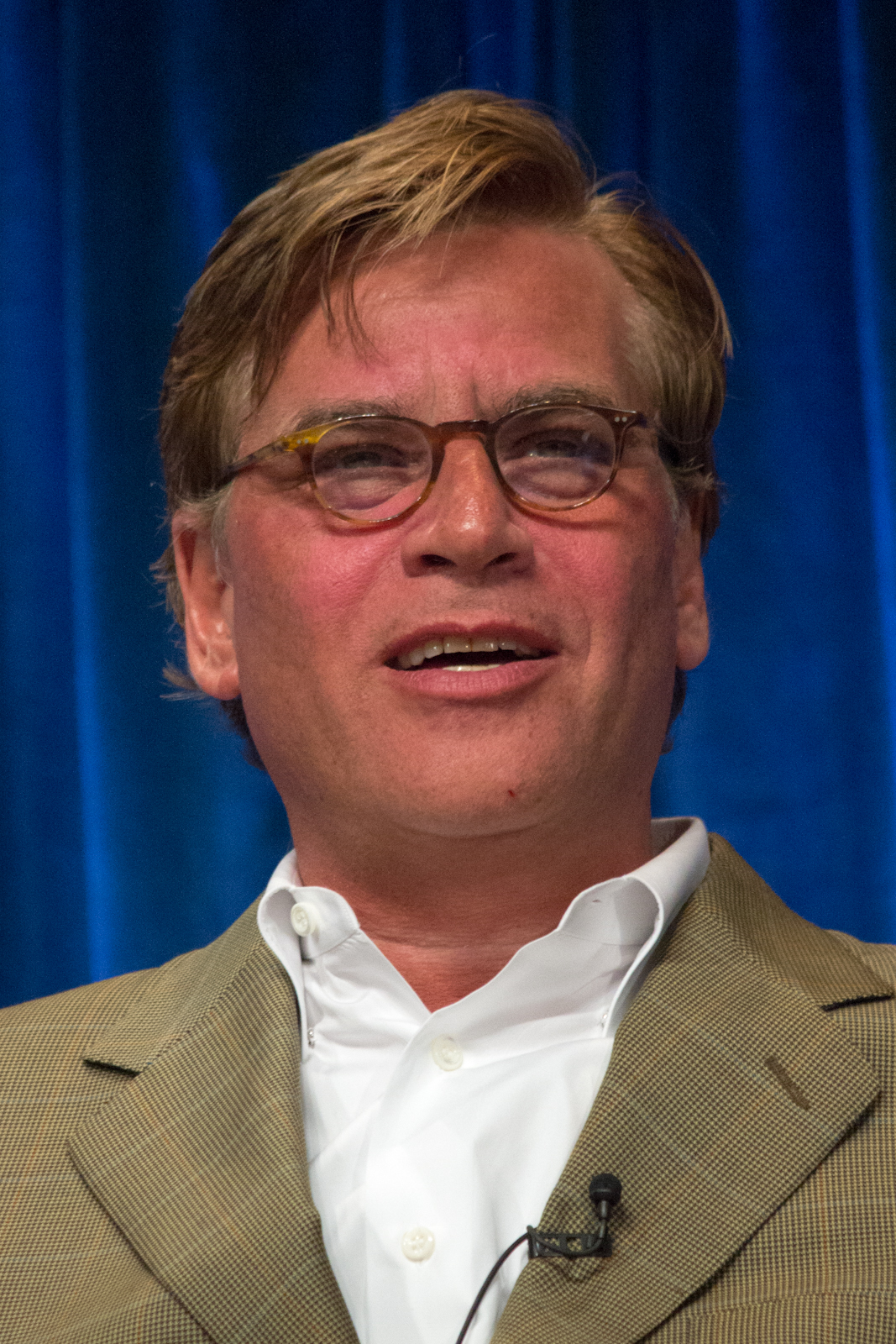
Le scénariste Aaron Sorkin réalise ici son premier long métrage.

### Genèse et développement
La genèse du Grand Jeu débute avant même que Molly Bloom, auteur du livre dont est adapté le film, comprenne que son règne dans le monde du jeu va se terminer. Alors qu'elle tient encore sa maison de jeu illégale dans une suite de l'hôtel Plaza de Manhattan, elle rencontre au cours d'une soirée le réalisateur et producteur Leopoldo Gout, qui travaille sur son premier roman. Impressionné par son parcours, Gout présente Bloom à son éditeur qui obtient un contrat de publication, par la suite suspendu par son arrestation. À la fin de son procès, Bloom, avec Gout, fait circuler le livre à Hollywood mais rien ne semble se concrétiser malgré l'intérêt de certains producteurs, jusqu'au jour où le producteur Mark Gordon reçoit un appel de Ken Hertz, l’avocat de Molly, et de Pete Micelli, son agent.
En novembre 2014, la société du producteur Mark Gordon acquiert les droits d'adaptation des mémoires de Molly Bloom, Molly's Game. Aaron Sorkin est alors chargé d'écrire le scénario. Au départ, Sorkin est réticent à adapter le livre en raison de l'identité des joueurs qui ont fréquenté son cercle de jeu, étant donné qu'il connaît certaines personnes décrites dans le livre, dont deux de ses amis, et qu'il envisage de travailler avec d'autres. Il décide de réécrire les personnages secondaires afin de préserver leur anonymat.
En janvier 2016, il est annoncé qu'il sera également le réalisateur du film, qui sera produit par Sony Pictures Entertainment, avec Amy Pascal à la production. En février 2016, Sony quitte finalement le projet. Le 13 mai 2016, STX Entertainment achète les droits de distribution cinématographique aux États-Unis et en Chine pour 9 millions de dollars.

### Distribution des rôles
En février 2016, Aaron Sorkin propose le rôle-titre à Jessica Chastain. C'est Bloom qui aurait dit à Sorkin qu'elle souhaitait que Chastain joue son rôle, alors que l'actrice a tenté sa chance auprès de Sorkin pour incarner ce personnage aux antipodes de cette dernière, allant même jusqu'au bluff auprès du réalisateur, qui est impressionné par le cran de Chastain. En mai 2016, Idris Elba rejoint le film alors que Jessica Chastain est officiellement confirmée. Aaron Sorkin déclare alors « caster Jessica et Idris dans les deux rôles principaux est un rêve qui devient réalité pour n'importe quel cinéaste, ils font partie des meilleurs acteurs de leur génération, associés pour la première fois, et leur alchimie sera électrique ».
En septembre 2016, Michael Cera décroche le rôle du joueur X, une célébrité du poker. Ce personnage serait un composite character de plusieurs célébrités comme Leonardo DiCaprio, Tobey Maguire et Ben Affleck ainsi que certains joueurs de poker. En octobre 2016, Kevin Costner est confirmé dans le rôle du père de Molly Bloom. Il est rejoint en octobre 2016 par Brian d'Arcy James, puis en novembre par Chris O'Dowd, Jeremy Strong, Bill Camp et Graham Greene.

### Tournage
Le tournage se déroule du 9 novembre 2016 au 9 février 2017. Il a lieu à Toronto.

### Musique
Albums de Daniel Pemberton
Tout l'argent du monde
(2017) Ocean's 8
(2018)
La musique originale du film est composée par le Britannique Daniel Pemberton. L'album sort en téléchargement numérique le 5 janvier 2018 et le 12 janvier 2018 en CD. Un pressage vinyle en édition limitée est sorti le 16 mars 2018.
D'autres chansons non inédites telles que Blow Away de George Harrison ou C'est si bon interprétée par Eartha Kitt sont entendues dans le film, mais ne figurent pas dans la bande originale.

#### Liste des titres
| No  | Titre                       | Durée |
| --- | --------------------------- | ----- |
| 1.  | Staring Down a Mountain     | 3:56  |
| 2.  | Raided                      | 2:15  |
| 3.  | Molly's Journey             | 1:56  |
| 4.  | Set It Up                   | 2:45  |
| 5.  | Play Your Hand              | 2:46  |
| 6.  | Area Codes                  | 2:31  |
| 7.  | Cut the Pack                | 2:55  |
| 8.  | Red & Black                 | 2:39  |
| 9.  | Pocket Kings                | 1:51  |
| 10. | The Rake                    | 2:11  |
| 11. | House of Cards              | 3:57  |
| 12. | It Had to End               | 2:25  |
| 13. | The Playmates               | 2:20  |
| 14. | The Russians                | 3:22  |
| 15. | Molly's Dream               | 1:05  |
| 16. | Intruder                    | 2:53  |
| 17. | Scars                       | 3:02  |
| 18. | Beyond Your Means           | 2:24  |
| 19. | Therapy Session             | 2:43  |
| 20. | All the Beauty in the World | 5:07  |

## Accueil

### Sortie
Le film est présenté le 8 septembre 2017 au Festival international du film de Toronto et en clôture à l'AFI Fest le 16 novembre 2017, remplaçant Tout l'argent du monde de Ridley Scott. Pour la présentation du film à Toronto, Molly Bloom, bannie du Canada parce qu'elle a été reconnue coupable d'un crime fédéral aux États-Unis, a cependant obtenu une autorisation spéciale pour y assister.
Le film est prévu pour une sortie limitée aux États-Unis le 25 décembre 2017, avant de connaître une sortie nationale le 5 janvier 2018. Le film était initialement prévu pour sortir le 22 novembre 2017 avant d'être déplacé à la date de Noël en octobre 2017.

### Accueil critique

#### Dans les pays anglophones
Depuis sa présentation au Festival de Toronto, le film obtient un accueil globalement favorable dans les pays anglophones de la part des critiques professionnels, recueillant 82 % de taux d'approbation sur le site Rotten Tomatoes, pour 271 critiques collectées et une moyenne de 7,1/10, notant dans son consensus que « propulsé par une histoire intrigante et une paire de performances exceptionnelles de Jessica Chastain et Idris Elba, Le Grand Jeu marque un début solide pour le scénariste et réalisateur Aaron Sorkin »,. Sur le site Metacritic, le film obtient un score de 71/100 pour 46 critiques collectées. Les audiences sondées par CinemaScore ont donné au film une note moyenne de A- sur une échelle de A + à F.
Peter Debruge de Variety fait l'éloge du scénario de Sorkin en disant : « ... Le Grand Jeu offre l'un des grandes rôles féminins à l'écran - une scène dense, dynamique et divertissante, dont le rôle central fait une utilisation étonnante du talent stratosphérique de Chastain ». Mike Ryan de Uproxx donné au film une note de 9/10 en écrivant : « Le Grand Jeu est une histoire parfaite pour Sorkin, il y a le poker, la mafia russe, la mafia italienne, les célébrités et les sports. La seule chose qui manque pour la timonerie de Sorkin est le président Bartlet. Et à plus de deux heures, le film est toujours tendu et ne manque jamais de divertir ».
En écrivant pour Rolling Stone, Peter Travers a donné 3 étoiles sur 4 au film : « Le Grand Jeu se pare de vannes amusants, d'énergie électrique et de feux d'artifice verbaux de Sorkin - ce qui aide énormément quand le film hésite à étoffer ses personnages. Pourtant, dans son premier film avec une protagoniste féminine, le scénariste-réalisateur a abordé un thème d'actualité : les tribulations d'être une femme dans le monde d'un homme ».

#### En France
En France, il obtient également un bon accueil de la presse, obtenant une moyenne de 3,5/5 sur le site AlloCiné, pour 31 critiques collectées. La plupart des critiques saluent la prestation de Jessica Chastain.
Parmi les critiques positifs, Caroline Vié de 20 Minutes note que l'actrice est « prodigieuse dans le rôle de Molly Bloom, la "reine du poker" », tandis que Paola Dicelli du magazine Elle affirme que Chastain est « convaincante », dans « la lignée de ses personnages à la beauté et au caractère foudroyants », sauvant « même parfois le film de quelques longueurs et phrases clichées ». Pour Christophe Caron de La Voix du Nord, « Jessica Chastain se révèle plus ambivalente et plus glamour qu'elle ne l’a jamais été devant la caméra d’Aaron Sorkin, fameux scénariste [...] dont c’est le premier film ». Jean-Claude Raspiengeas de La Croix, Aaron Sorkin « rafle la mise » pour son premier film en tant que réalisateur. Selon Catherine Baille du Parisien, « on est happés par la beauté magnétique de Jessica Chastain et par l'aspect fascinant du milieu du poker clandestin » et que « ce "Grand Jeu" nous bluffe par le sens du rythme et l'intelligence des dialogues d'Aaron Sorkin ». Selon Cécile Mury de Télérama, « la plus grande force de ce récit nerveux et virtuose n’est pas d’analyser la psyché de Molly », mais « consiste à célébrer son atout majeur : l’intelligence ».
Parmi les critiques mitigées, Simon Riaux de Écran Large trouve que « le génie de Sorkin semble comme en sourdine, étouffé par ce récit qu'il ne sait comment aborder et qui ne cesse de lui échapper », alors qu'Olivier Lamm de Libération écrit que « le scénariste star Aaron Sorkin passe à la réalisation avec ce biopic où tout paraît trop appuyé, malgré la prestation hors des clous de Jessica Chastain, qui a l'air de s’y amuser plus que nous ». Chrisitian Vivani de Positif trouve le film « plaisant, bien interprété, mais souvent long ».
Parmi les critiques négatives, Jacques Mandelbaum du Monde note que ce « polar sexy mâtiné de drame filial [...] peine à captiver », alors que Nicolas Schaller de L'Obs trouve que Sorkin « livré à lui-même, atteint les limites de son style ». Pour Jean-Sébastien Chauvin des Cahiers du cinéma, « il faut voir le grand finale avec ce père monstrueux et sa fille réconciliés à coup de pleurs obscènes, et le père fier que ses enfants soient des winners, pour mesurer l'impasse dans laquelle s’est fourvoyé Sorkin ».

#### Accueil critique du public
Le Grand Jeu obtient un bon accueil du public, obtenant 84 % de taux d'approbation sur Rotten Tomatoes, pour 11 372 votes et un score de 7,5/10 sur le site Metacritic, pour 193 critiques. Sur le site IMDb, il obtient 7,5/10, sur la base de 101 553 notes.

### Box-office
| Pays ou région | Box-office (2017-2018) | Date d'arrêt du box-office | Nombre de semaines |
| -------------- | ---------------------- | -------------------------- | ------------------ |
| États-Unis     | 28 780 744 $           | 8 mars 2018                | 10                 |
| France         | 544 651 entrées        | 6 mars 2018                | 9                  |
| Total mondial  | 59 284 015 $           | 17 juillet 2018            | —                  |

#### Sur le territoire américain
Distribué en sortie limitée le jour de Noël aux États-Unis, le film a rapporté 1,04 million de dollars dans 271 salles, soit une moyenne de 3 845 $ par salle. Pour son premier week-end en salles, Le Grand Jeu prend la treizième place du box-office américain en totalisant 2,3 millions de dollars, portant le cumul à 5,3 millions de dollars depuis sa sortie. Le long-métrage réussit à faire mieux que les récents films de Jessica Chastain, dont La Femme du gardien de zoo, qui avait totalisé 4,7 millions de dollars en première semaine et Miss Sloane qui avait fini son exploitation à 3 millions de dollars. Le long-métrage est distribué plus largement en salles le 5 janvier 2018 dans 1 608 salles. Pour son premier week-end, il prend la septième place du box-office américain avec 7 millions de dollars de recettes à cette période, se classant septième au box-office américain, pour un total de 14 millions de dollars depuis sa sortie. Le film a engrangé 28,8 millions de dollars de recettes en fin d'exploitation sur le territoire américain, se hissant à la 85e place des meilleures recettes d'un film sorti en 2017.

#### À l'international
Le Grand Jeu totalise 30,5 millions de dollars à l'international, portant le total à 59,3 millions de dollars de recettes mondiales, lui permettant d'être 94e des meilleures recettes mondiales de 2017. Il rapporte notamment 4,5 millions de dollars en France et 5,2 millions de dollars au Royaume-Uni, pays où le long-métrage a réalisé ses meilleures recettes à l'international. Il a dépassé le million de dollars de recettes en Australie (2,4 millions de dollars), en Espagne (1,6 million de dollars), aux Pays-Bas (1,4 million de dollars) et en Russie (1,4 million de dollars).
En Allemagne, le film sort le 8 mars 2018 dans 51 salles et ne totalise que 17 158 entrées pour son démarrage et 58 364 entrées depuis sa sortie. Le Grand Jeu enregistre 476 101 entrées au Royaume-Uni, 240 519 entrées en Russie, 213 266 entrées en Espagne, 153 521 entrées en Pologne, 188 653 entrées aux Pays-Bas, 63 205 entrées au Portugal, 56 610 entrées en Italie, 33 416 entrées en Suisse, 30 642 entrées en République tchèque et 30 099 entrées en Belgique.

#### En France
En France, sorti le premier mercredi de janvier 2018, Le Grand Jeu prend la tête des premières séances le jour de sa sortie avec 1 424 entrées sur Paris, pour une moyenne de 75 entrées sur les 19 copies distribuées dans les salles parisiennes. Sur l'ensemble du territoire français, il totalise 42 866 entrées, devenant le cinquième meilleur démarrage en premier jour pour Jessica Chastain. En première semaine, le long-métrage prend la septième place du box-office avec 262 258 entrées sur une combinaison de 324 salles, devenant le cinquième meilleur démarrage d'un film de l'actrice en première semaine à l'affiche et faisant mieux que le précédent film de l'actrice sorti en France, Miss Sloane, qui a fini sa carrière en salles avec 117 144 entrées l'année précédente,. En seconde semaine, où il est diffusé dans 325 salles, il occupe la neuvième place avec 132 745 entrées, portant le total à 395 003 entrées. Il atteint le cap des 500 000 entrées en quatrième semaine,. Au bout de neuf semaines en salles, le long-métrage finit son exploitation avec plus de 544 000 entrées.

## Distinctions

### Sélection et nomination
| Liste des distinctions                        | Liste des distinctions | Liste des distinctions                     | Liste des distinctions                                | Liste des distinctions | Liste des distinctions |
| Récompense                                    | Date de la cérémonie   | Catégorie                                  | Récipiendaire(s)                                      | Résultat               | Ref(s)                 |
| --------------------------------------------- | ---------------------- | ------------------------------------------ | ----------------------------------------------------- | ---------------------- | ---------------------- |
| Alliance of Women Film Journalists            | 9 janvier 2018         | Meilleur scénario adapté                   | Aaron Sorkin                                          | Nomination             | [ 70 ]                 |
| American Cinema Editors                       | 26 janvier 2018        | Meilleur montage pour un film dramatique   | Alan Baumgarten (en), Elliot Graham et Josh Schaeffer | Nomination             | [ 71 ]                 |
| British Academy Film Awards                   | 18 février 2018        | Meilleur scénario adapté                   | Aaron Sorkin                                          | Nomination             | [ 72 ]                 |
| Critics' Choice Movie Awards                  | 11 janvier 2018        | Meilleure actrice                          | Jessica Chastain                                      | Nomination             | [ 73 ]                 |
| Critics' Choice Movie Awards                  | 11 janvier 2018        | Meilleur scénario adapté                   | Aaron Sorkin                                          | Nomination             | [ 73 ]                 |
| Denver Film Festival (en)                     | 13 novembre 2017       | Career Achievement Award                   | Aaron Sorkin                                          | Lauréat                | [ 74 ]                 |
| Detroit Film Critics Society                  | 7 décembre 2017        | Meilleure actrice                          | Jessica Chastain                                      | Nomination             | [ 75 ]                 |
| Florida Film Critics Circle                   | 23 décembre 2017       | Meilleur scénario adapté                   | Aaron Sorkin                                          | Nomination             | [ 76 ] [ 77 ]          |
| Georgia Film Critics Association              | 12 janvier 2018        | Meilleure actrice                          | Jessica Chastain                                      | Nomination             | [ 78 ]                 |
| Georgia Film Critics Association              | 12 janvier 2018        | Meilleur scénario adapté                   | Aaron Sorkin                                          | Nomination             | [ 78 ]                 |
| Golden Globes                                 | 7 janvier 2018         | Meilleure actrice dans un film dramatique  | Jessica Chastain                                      | Nomination             | [ 79 ]                 |
| Golden Globes                                 | 7 janvier 2018         | Meilleur scénario                          | Aaron Sorkin                                          | Nomination             | [ 79 ]                 |
| Mill Valley Film Festival                     | 17 octobre 2017        | Audience Favorite U.S. Cinema – Gold Award | Le Grand Jeu                                          | Lauréat                | [ 80 ]                 |
| Palm Springs International Film Festival      | 2 janvier 2018         | Chairman's Award                           | Jessica Chastain                                      | Lauréat                | [ 81 ]                 |
| Producers Guild of America Awards             | 20 janvier 2018        | Meilleur film                              | Mark Gordon, Amy Pascal et Matt Jackson               | Nomination             | [ 82 ]                 |
| San Francisco Film Critics Circle             | 10 décembre 2017       | Meilleur scénario adapté                   | Aaron Sorkin                                          | Nomination             | [ 83 ]                 |
| Satellite Awards                              | 10 février 2018        | Meilleure actrice                          | Jessica Chastain                                      | Nomination             | [ 84 ]                 |
| Satellite Awards                              | 10 février 2018        | Meilleur scénario adapté                   | Aaron Sorkin                                          | Nomination             | [ 84 ]                 |
| Washington D.C. Area Film Critics Association | 8 décembre 2017        | Meilleur scénario adapté                   | Aaron Sorkin                                          | Nomination             | [ 85 ]                 |
| Writers Guild of America Awards               | 11 février 2018        | Meilleur scénario adapté                   | Aaron Sorkin                                          | Nomination             | [ 86 ]                 |
| Festival du film de Zurich                    | 4 octobre 2017         | Career Achievement Award                   | Aaron Sorkin                                          | Lauréat                | [ 87 ]                 |
| Oscars du cinéma                              | 4 mars 2018            | Meilleur scénario adapté                   | Aaron Sorkin                                          | Nomination             | [ 88 ]                 |
| AARP's Movies for Grownups Awards             | 5 février 2018         | Meilleur scénariste                        | Aaron Sorkin                                          | Lauréat                | ,                      |
| USC Scripter Award (en)                       | 10 février 2018        | Meilleur scénario                          | Aaron Sorkin et Molly Bloom                           | Nomination             | [ 91 ]                 |

## Annexe

### Vidéographie
- zone 1 : Le Grand Jeu (Molly's Game) — Édition 1 DVD, Universal Home Entertainment, sorti le 10 avril 2018[92]. Cette édition, en version originale et espagnol, avec des sous-titres anglais et espagnol, comporte le bonus « Building an Empire ».
- zone 1 : Le Grand Jeu (Molly's Game) — Édition 1 Blu-ray, Universal Home Entertainment, sorti le 10 avril 2018[92]. Cette édition, en version originale et espagnol, avec des sous-titres anglais et espagnol, comporte le bonus « Building an Empire » et le DVD du film.
- zone 2 : Le Grand Jeu — Édition 1 DVD, M6 Vidéo, sorti le 3 mai 2018[93]. Cette édition, en version française, originale et en audio-description pour malvoyants, avec sous-titres français et pour sourds et malentendants, contient les entretiens avec l'équipe du film, les images de tournage, une bande-annonce et une featurette.
- zone ABC : Le Grand Jeu — Édition 1 Blu-ray, M6 Vidéo, sorti le 3 mai 2018[94]. Cette édition, en version française, originale et en audio-description pour malvoyants, avec sous-titres français et pour sourds et malentendants, contient les entretiens avec l'équipe du film, les images de tournage, une bande-annonce et une featurette[95].